# Công tước xứ Marlborough
Công tước xứ Marlborough (tiếng Anh: Duke of Marlborough) là một tước hiệu thuộc Đẳng cấp quý tộc Anh, nó được tạo ra bởi Nữ vương Anne I của Đại Anh vào năm 1702, và được trao cho John Churchill, Bá tước thứ 1 xứ Marlborough (1650–1722), một nhà lãnh đạo quân sự nổi tiếng. Tước vị công tước được đặt theo Xã Marlborough của hạt Wiltshire.
Bá tước xứ Marlborough do gia tộc Ley nắm giữ từ khi thành lập năm 1626 cho đến khi tuyệt tự dòng nam với cái chết của bá tước thứ 4 vào năm 1679. Tước hiệu được tái lập 10 năm sau đó cho John Churchill (năm 1689).
Nơi cư ngụ của các Công tước xứ Marlborough là Cung điện Blenheim, ở hạt Oxfordshire, và đây là toà nhà duy nhất ở Anh không thuộc hoàng gia, hay giám mục, nhưng vẫn nhận được danh hiệu "cung điện". Cung điện là một trong những ngôi nhà lớn nhất của Anh được xây dựng từ năm 1705 đến năm 1722 và đã được UNESCO công nhận Di sản thế giới vào năm 1987.
Thành viên nổi tiếng nhất của gia tộc Công tước xứ Marlborough ngoài vị Công tước đầu tiên là John Churchill thì còn phải nói đến Thủ tướng Anh Winston Churchill, người đã đưa nước Anh qua khỏi Thế chiến II.

## Lịch sử
Churchill đã được phong làm Lãnh chúa Churchill xứ Eyemouth (1682) thuộc Đẳng cấp quý tộc Scotland, và Nam tước Churchill xứ Sandridge (1685) cùng Bá tước xứ Marlborough (1689) thuộc Đẳng cấp quý tộc Anh. Ngay sau khi lên ngôi vào năm 1702, Nữ vương Anne I đã phong Churchill trở thành Công tước xứ Marlborough đầu tiên và cũng phong cho ông tước hiệu phụ Hầu tước xứ Blandford.
Năm 1678, Churchill kết hôn với Sarah Jennings (1660–1744), một cận thần và rất được yêu quý bởi nữ hoàng. Họ có 7 người con, trong đó bốn người con gái kết hôn vào một số gia đình quý tộc thuộc đẳng cấp cao ở Vương quốc Anh; Hai ngươi con, một gái và một trai chết từ khi còn nhỏ. Người con trai còn lại duy nhất là John Churchill, Hầu tước xứ Blandford cũng đã qua đời trước ông, vào năm 1703; vì vậy, để ngăn sự tuyệt tự dòng nam kế vị, một Đạo luật đặc biệt của Nghị viện đã được thông qua. Khi Công tước thứ 1 xứ Marlborough qua đời vào năm 1722, danh hiệu của ông là Lãnh chúa Churchill xứ Eyemouth thuộc Đẳng cấp quý tộc Scotland đã bị thu lại vì không có người thừa kế nam , trong khi đó tước vị Công tước xứ Marlborough được truyền lại, cho con gái lớn của ông là Henrietta (1681–1733), Nữ công tước thứ 2 của Marlborough. Cô đã kết hôn với Bá tước thứ 2 xứ Godolphin và có một cậu con trai nối dõi tước vị.
Khi Henrietta qua đời vào năm 1733, tước hiệu Công tước Marlborough được truyền lại cho cháu trai của bà Charles Spencer (1706–1758), con trai thứ ba của người em gái quá cố của bà là Bá tước phu nhân Anne (1683–1716), người đã kết hôn với Bá tước thứ 3 xứ Sunderland vào năm 1699. Sau cái chết của anh trai mình vào năm 1729, Charles Spencer đã thừa kế Các điền trang của Gia tộc Spencer và tước hiệu Bá tước xứ Sunderland (1643) và Nam tước xứ Spencer của Wormleighton (1603), tất cả tước vị đều thuộc Đẳng cấp quý tộc Anh. Sau cái chết của bác ruột Henrietta vào năm 1733, Charles Spencer kế vị các điền trang và tước vị ủa gia đình Marlborough và trở thành Công tước thứ 3. Khi ông mất năm 1758, tước vị của ông được truyền cho con trai cả George (1739–1817), người được kế vị bởi con trai cả George, Công tước thứ 5 (1766–1840). Vào năm 1815, Francis Spencer (con trai nhỏ của Công tước thứ 4) được trao tước vị  Nam tước Churchill thuộc Đẳng cấp quý tộc Vương quốc Liên hiệp Anh. Năm 1902, cháu trai của ông, Nam tước Churchill thứ ba, được phong Tử tước Churchill.
Năm 1817, Công tước thứ 5 được phép đảm nhận và mang họ của Churchill ngoài họ của mình là Spencer, để duy trì tên tuổi của người ông cố lừng lẫy của mình. Đồng thời, ông cũng nhận được Giấy phép Hoàng gia để sử dụng huy hiệu của Churchill. Do đó, các Công tước ban đầu mang họ "Spencer", kể từ năm 1817 thì sử dụng họ "Spencer-Churchill", hiện nay nhiều thành viên chỉ sử dụng họ "Churchill".
Công tước thứ 7 là ông nội của Thủ tướng Anh Winston Churchill, sinh tại Cung điện Blenheim vào ngày 30/11/1874.
Công tước thứ 11, John Spencer-Churchill qua đời vào năm 2014, sau khi nhận tước hiệu vào năm 1972. Công tước thứ 12 và hiện tại là Charles James Spencer-Churchill.